# Густомесово
Густомесово — село в Красносельском районе Костромской области. Входит в состав Сидоровского сельского поселения.

## География
Село находится в юго-западной части Костромской области, на правом берегу реки Волга, на расстоянии примерно 5 км (по прямой) к западу от посёлка городского типа Красное-на-Волге, административного центра района.

### Часовой пояс
Село Густомесово, как и вся Костромская область, находится в часовой зоне МСК (московское время). Смещение применяемого времени относительно UTC составляет +3:00.

## История
Известно с 1680 года как дворцовое село. В 1872 году был учтён 41 двор, проживало 283 жителя. Работает колхоз им. Ленина.

## Население
| 2008 | 2010 | 2014 |
| ---- | ---- | ---- |
| 252  | ↘219 | ↘193 |

### Национальный состав
Согласно результатам переписи 2002 года, в национальной структуре населения русские составляли 93 % из 245 чел.

## Достопримечательности
В селе находится Церковь Успения Пресвятой Богородицы.